# Crispano
Crispano ist eine Gemeinde mit 11.747 Einwohnern (Stand 31. Dezember 2023) in der Metropolitanstadt Neapel, Region Kampanien.
Die Nachbarorte von Crispano sind Caivano, Cardito, Frattamaggiore, Frattaminore und Orta di Atella.

## Bevölkerungsentwicklung
Crispano zählt 3468 Privathaushalte. Zwischen 1991 und 2001 stieg die Einwohnerzahl von 10.467 auf 12.072. Dies entspricht einem prozentualen Zuwachs von 15,3 %.